# Rio Itaguari
O rio Itaguari é um curso de água do estado da Bahia, Região Nordeste do Brasil, pertencente à bacia do rio São Francisco. Nasce no extremo sul da serra do Ramalho, no município de Cocos, e deságua no rio Carinhanha. Intercede área protegida pelo Parque Nacional Grande Sertão Veredas.